# Ascenso MX (Apertura 2015)
Ascenso MX 2015/2016 (Apertura) – 85. edycja rozgrywek drugiego poziomu ligowego w piłce nożnej w Meksyku (39. edycja licząc od wprowadzenia półrocznych sezonów). Rozgrywki odbyły się jesienią; pierwszy mecz rozegrano 24 lipca, zaś ostatni (finał) 5 grudnia. Toczone były systemem ligowo pucharowym – najpierw wszystkie szesnaście zespołów rywalizowało ze sobą podczas regularnego sezonu, a po jego zakończeniu siedem najlepszych drużyn zakwalifikowało się do fazy play-off (najlepszy zespół rozpoczął ją od półfinału, pozostałe sześć od ćwierćfinału), która wyłoniła zwycięzcę drugiej ligi. 
Rozgrywki Ascenso MX – pierwszy raz w historii – wygrał debiutujący w niej FC Juárez, pokonując w dwumeczu finałowym Atlante FC (0:1, 3:0). Dzięki temu dostąpił możliwości rozegrania dwumeczu o awans do najwyższej klasy rozgrywkowej (Final de Ascenso) ze zwycięzcą wiosennego sezonu Clausura 2016 – Club Necaxa. Tytuł króla strzelców sezonu zdobył Ekwadorczyk Carlos Garcés z Atlante FC z jedenastoma golami na koncie.
Sezon ten był pierwszym w historii drugiej ligi meksykańskiej, w którym rozgrywki posiadały sponsora tytularnego, nosząc oficjalną nazwę Ascenso Bancomer MX. Przed sezonem nastąpiła seria zmian licencyjnych w rozgrywkach – Altamira FC przeniósł się do Tapachuli i zmienił nazwę na Cafetaleros de Tapachula, Irapuato FC przeniósł się do Los Mochis, zmieniając nazwę na Murciélagos FC, zaś w ramach powiększenia ligi do szesnastu zespołów dołączyły do niej nowo powstały FC Juárez oraz wicemistrz trzeciej ligi Cimarrones de Sonora (mistrz rozgrywek trzecioligowych Loros UdeC nie spełnił wymogów licencyjnych).

## Kluby

### Stadiony i lokalizacje
| Klub              | Miasto          | Stan            | Stadion                         | Pojemność | Zdjęcie | Skrót |
| ----------------- | --------------- | --------------- | ------------------------------- | --------- | ------- | ----- |
| Alebrijes         | Oaxaca          | Oaxaca          | Estadio Benito Juárez           | 12 500    |         | ALE   |
| Atlante           | Cancún          | Quintana Roo    | Estadio Andrés Quintana Roo     | 20 000    |         | ATL   |
| Atlético San Luis | San Luis Potosí | San Luis Potosí | Estadio Alfonso Lastras         | 24 000    |         | ASL   |
| Cafetaleros       | Tapachula       | Chiapas         | Estadio Olímpico de Tapachula   | 15 000    |         | CAF   |
| Celaya            | Celaya          | Guanajuato      | Estadio Miguel Aléman           | 26 300    |         | CEL   |
| Cimarrones        | Hermosillo      | Sonora          | Estadio Héroe de Nacozari       | 21 175    |         | CIM   |
| Correcaminos UAT  | Ciudad Victoria | Tamaulipas      | Estadio Marte R. Gómez          | 16 000    |         | UAT   |
| Juárez            | Ciudad Juárez   | Chihuahua       | Estadio Olímpico Benito Juárez  | 24 000    |         | JUA   |
| Murciélagos       | Los Mochis      | Sinaloa         | Estadio Centenario              | 15 000    |         | MUR   |
| Lobos BUAP        | Puebla          | Puebla          | Estadio Universitario BUAP      | 20 750    |         | LOB   |
| Mineros           | Zacatecas       | Zacatecas       | Estadio Francisco Villa         | 14 000    |         | MIN   |
| Necaxa            | Aguascalientes  | Aguascalientes  | Estadio Victoria                | 25 495    |         | NEC   |
| Tepic             | Tepic           | Nayarit         | Arena Cora                      | 12 945    |         | TEP   |
| U de Guadalajara  | Guadalajara     | Jalisco         | Estadio Jalisco                 | 56 715    |         | UDG   |
| Venados           | Mérida          | Jukatan         | Estadio Carlos Iturralde Rivero | 18 000    |         | VEN   |
| Zacatepec         | Zacatepec       | Morelos         | Estadio Agustín "Coruco" Díaz   | 24 443    |         | ZAC   |

### Trenerzy, kapitanowie, sponsorzy
| Klub              | Trener                | Trener               | Kapitan            | . | Sponsor techniczny | Sponsor na koszulce |
| ----------------- | --------------------- | -------------------- | ------------------ | - | ------------------ | ------------------- |
| Alebrijes         | Ricardo Rayas         | od 15 lipca 2013     | Diego Menghi       | . | Lotto              | Generando Bienestar |
| Atlante           | Eduardo Fentanes      | od 30 kwietnia 2015  | Juan de la Barrera | . | Kappa              | Cancún              |
| Atlético San Luis | Raúl Arias            | od 26 listopada 2014 | Leonel Olmedo      | . | Charly             | Maz Tiempo          |
| Cafetaleros       | Carlos de los Cobos   | od 19 czerwca 2015   | Ismael Valadéz     | . | Silver Sport       | Chiapas             |
| Celaya            | Gustavo Díaz          | od 20 lipca 2015     | John Restrepo      | . | Keuka              | brak sponsora       |
| Cimarrones        | Jorge Humberto Torres | od 27 grudnia 2014   | Raúl Rico          | . | Kappa              | Super Norte         |
| Correcaminos UAT  | Ricardo Cadena        | od 16 lutego 2015    | Hugo Sánchez       | . | Lotto              | UAT                 |
| Juárez            | Sergio Orduña         | od 14 czerwca 2015   | Héctor Morales     | . | Umbro              | Del Río             |
| Lobos BUAP        | Ricardo Valiño        | od 8 maja 2014       | Omar Tejeda        | . | Keuka              | Coca-Cola           |
| Mineros           | Joel Sánchez          | od 25 kwietnia 2015  | Noé Maya           | . | Pirma              | Samsung             |
| Murciélagos       | Lorenzo López         | od 18 czerwca 2015   | Alfonso Rippa      | . | Keuka              | Airlite             |
| Necaxa            | Miguel Fuentes        | od 15 maja 2014      | Luis Padilla       | . | Umbro              | Búfalo              |
| Tepic             | Mauro Camoranesi      | od 15 grudnia 2014   | Jorge Gastelum     | . | Romed              | Ultromep            |
| U de Guadalajara  | Daniel Guzmán         | od 3 czerwca 2015    | Humberto Hernández | . | Lotto              | Electrolit          |
| Venados           | Juan Carlos Chávez    | od 23 maja 2014      | Aldo Polo          | . | Foursport          | ADO                 |
| Zacatepec         | Carlos Gutiérrez      | od 16 maja 2015      | Rodolfo Espinoza   | . | Silver Sport       | Cemento Cruz Azul   |

### Zmiany trenerów
| Klub                 | Były trener           | Data odejścia        | Powód odejścia    | Nowy trener              | Data zatrudnienia    |
| -------------------- | --------------------- | -------------------- | ----------------- | ------------------------ | -------------------- |
| Przed sezonem        |                       |                      |                   |                          |                      |
| Zacatepec            | Joel Sánchez          | 15 kwietnia 2015     | Koniec kontraktu  | Carlos Gutiérrez         | 26 maja 2015         |
| Mineros              | Pablo Marini          | 15 kwietnia 2015     | Zwolnienie        | Joel Sánchez             | 16 maja 2015         |
| Atlante              | Wilson Graniolatti    | 24 kwietnia 2015     | Zwolnienie        | Eduardo Fentanes         | 30 kwietnia 2015     |
| Altamira/Cafetaleros | Fernando Palomeque    | 25 maja 2015         | Zwolnienie        | Carlos de los Cobos      | 8 czerwca 2015       |
| U de Guadalajara     | Alfonso Sosa          | 26 maja 2015         | Zwolnienie        | Daniel Guzmán            | 3 czerwca 2015       |
| Irapuato/Murciélagos | Jorge Manrique        | 7 czerwca 2015       | Trener tymczasowy | Lorenzo López            | 19 czerwca 2015      |
| Celaya               | Enrique López Zarza   | 20 lipca 2015        | Zwolnienie        | Gustavo Díaz             | 20 lipca 2015        |
| W trakcie sezonu     |                       |                      |                   |                          |                      |
| Tepic                | Mauro Camoranesi      | 18 sierpnia 2015     | Rezygnacja        | José Luis González China | 20 sierpnia 2015     |
| Correcaminos UAT     | Ricardo Cadena        | 22 sierpnia 2015     | Zwolnienie        | Ricardo Chávez           | 22 sierpnia 2015     |
| Cafetaleros          | Carlos de los Cobos   | 23 sierpnia 2015     | Zwolnienie        | Gabriel Caballero        | 30 sierpnia 2015     |
| Correcaminos UAT     | Ricardo Chávez        | 24 sierpnia 2015     | Trener tymczasowy | José Treviño             | 24 sierpnia 2015     |
| Cimarrones           | Jorge Humberto Torres | 14 września 2015     | Zwolnienie        | Javier López             | 15 września 2015     |
| Venados              | Juan Carlos Chávez    | 2 października 2015  | Rezygnacja        | Daniel Rossello          | 5 października 2015  |
| Alebrijes            | Ricardo Rayas         | 21 października 2015 | Zwolnienie        | Marco Antonio Trejo      | 22 października 2015 |
| Necaxa               | Miguel Fuentes        | 9 listopada 2015     | Zwolnienie        | Hugo Saucedo             | 10 listopada 2015    |

## Regularny sezon

### Tabela
| Lp. | Drużyna           | M  | Z | R | P | Bramki | Bramki | Różn. | Pkt | Uwagi                                  |
| --- | ----------------- | -- | - | - | - | ------ | ------ | ----- | --- | -------------------------------------- |
| 1   | Lobos BUAP        | 15 | 8 | 5 | 2 | 28     | 14     | +14   | 29  | Wejście do fazy play-off • półfinał    |
| 2   | Juárez            | 15 | 8 | 5 | 2 | 24     | 14     | +10   | 29  | Wejście do fazy play-off • ćwierćfinał |
| 3   | Alebrijes         | 15 | 7 | 4 | 4 | 23     | 19     | +4    | 25  | Wejście do fazy play-off • ćwierćfinał |
| 4   | Mineros           | 15 | 7 | 3 | 5 | 31     | 22     | +9    | 24  | Wejście do fazy play-off • ćwierćfinał |
| 5   | Murciélagos       | 15 | 7 | 3 | 5 | 23     | 21     | +2    | 24  | Wejście do fazy play-off • ćwierćfinał |
| 6   | Atlante           | 15 | 6 | 5 | 4 | 20     | 15     | +5    | 23  | Wejście do fazy play-off • ćwierćfinał |
| 7   | Cafetaleros       | 15 | 7 | 1 | 7 | 20     | 30     | −10   | 22  | Wejście do fazy play-off • ćwierćfinał |
| 8   | U de Guadalajara  | 15 | 5 | 6 | 4 | 25     | 16     | +9    | 21  |                                        |
| 9   | Atlético San Luis | 15 | 6 | 3 | 6 | 23     | 26     | −3    | 21  |                                        |
| 10  | Necaxa            | 15 | 6 | 2 | 7 | 24     | 21     | +3    | 20  |                                        |
| 11  | Tepic             | 15 | 4 | 8 | 3 | 22     | 21     | +1    | 20  |                                        |
| 12  | Celaya            | 15 | 5 | 5 | 5 | 16     | 19     | −3    | 20  |                                        |
| 13  | Venados           | 15 | 4 | 3 | 8 | 20     | 26     | −6    | 15  |                                        |
| 14  | Zacatepec         | 15 | 3 | 4 | 8 | 22     | 31     | −9    | 13  |                                        |
| 15  | Correcaminos UAT  | 15 | 3 | 4 | 8 | 14     | 28     | −14   | 13  |                                        |
| 16  | Cimarrones        | 15 | 1 | 5 | 9 | 13     | 25     | −12   | 8   |                                        |

### Miejsca po danych kolejkach
| Drużyna/ Kolejka  | 1          | 2  | 3   | 4   | 5   | 6   | 7   | 8   | 9   | 10  | 11  | 12 | 13 | 14 | 15 |   |
| ----------------- | ---------- | -- | --- | --- | --- | --- | --- | --- | --- | --- | --- | -- | -- | -- | -- | - |
| Drużyna/ Kolejka  | Lobos BUAP | 13 | 6   | 5   | 3   | 2   | 1*  | 1   | 2   | 1   | 1   | 1  | 2  | 1  | 2  | 1 |
| Juárez            | 5          | 5  | 10  | 13  | 10  | 6   | 5   | 5   | 2   | 3   | 2   | 1  | 3  | 1  | 2  |   |
| Alebrijes         | 6          | 1  | 3   | 1   | 1   | 3   | 3   | 3   | 5   | 5   | 5   | 3  | 2  | 3  | 3  |   |
| Mineros           | 1          | 2  | 7   | 10  | 7   | 5   | 4   | 1   | 3   | 2   | 3   | 4  | 4  | 4  | 4  |   |
| Murciélagos       | 7          | 6  | 1   | 4   | 4   | 12  | 8   | 9   | 11  | 12  | 9   | 10 | 8  | 5  | 5  |   |
| Atlante           | 12         | 16 | 15  | 9   | 5   | 4   | 9   | 6   | 7   | 7   | 7   | 7  | 7  | 8  | 6  |   |
| Cafetaleros       | 16         | 14 | 16* | 11* | 14* | 15* | 15* | 16* | 16* | 13* | 12* | 13 | 11 | 10 | 7  |   |
| U de Guadalajara  | 9          | 12 | 14* | 7*  | 12* | 7*  | 6   | 7   | 4   | 6   | 6   | 6  | 5  | 6  | 8  |   |
| Atlético San Luis | 10         | 15 | 11  | 15  | 15  | 14  | 14  | 14  | 10  | 8   | 8   | 11 | 12 | 11 | 9  |   |
| Necaxa            | 4          | 9  | 4   | 2   | 3   | 2   | 2   | 4   | 6*  | 4*  | 4*  | 5  | 6  | 7  | 10 |   |
| Tepic             | 8          | 11 | 12  | 8   | 13  | 13* | 13  | 11  | 12  | 9   | 10  | 8  | 10 | 9  | 11 |   |
| Celaya            | 11         | 8  | 8   | 12  | 9   | 10  | 11  | 12  | 9   | 11  | 11  | 9  | 9  | 12 | 12 |   |
| Venados           | 15         | 10 | 9   | 5   | 6   | 8   | 10  | 10  | 13  | 14  | 14  | 14 | 14 | 13 | 13 |   |
| Zacatepec         | 3          | 4  | 2*  | 6*  | 8*  | 9*  | 7   | 8   | 8   | 10  | 13  | 12 | 13 | 14 | 14 |   |
| Correcaminos UAT  | 2          | 7  | 6   | 14  | 16  | 16  | 16  | 15  | 15  | 16  | 15  | 15 | 15 | 15 | 15 |   |
| Cimarrones        | 14         | 13 | 13  | 16  | 11  | 11  | 12  | 13  | 14  | 15  | 16  | 16 | 16 | 16 | 16 |   |

Objaśnienia:
- * – z jednym zaległym spotkaniem

### Wyniki
| - 1. kolejka: 24–25 lipca - 2. kolejka: 31 lipca – 1 sierpnia - 3. kolejka: 7–8 sierpnia - 4. kolejka: 14–15 sierpnia - 5. kolejka: 21–22 sierpnia | - 6. kolejka: 28 sierpnia – 4 września - 7. kolejka: 11–12 września - 8. kolejka: 18–19 września - 9. kolejka: 25–26 września - 10. kolejka: 2–3 października | - 11. kolejka: 16–17 października - 12. kolejka: 23–24 października - 13. kolejka: 30–31 października - 14. kolejka: 6–7 listopada - 15. kolejka: 13–14 listopada | Zaległe spotkania: - 2. kolejka: 9 października - 3. kolejka: 5 września - 9. kolejka: 20 października |

| Gospodarz \ Gość  | ALE | ATL | ASL | CAF | CEL | CIM | UAT | JUA | LOB | MIN | MUR | NEC | TEP | UDG | VEN | ZAC |
| Alebrijes         |     |     | 2:3 | 0:1 |     | 1:0 | 3:2 |     | 2:2 |     | 1:1 | 1:1 |     |     | 3:1 |     |
| Atlante           | 1:0 |     |     | 1:2 |     | 3:2 | 2:0 | 2:0 | 0:0 |     |     | 0:1 |     |     |     |     |
| Atlético San Luis |     | 1:3 |     |     | 1:0 |     |     | 0:1 |     | 2:0 | 5:1 |     | 0:1 | 2:2 |     | 3:1 |
| Cafetaleros       |     |     | 3:0 |     |     | 0:4 |     |     | 0:3 |     |     | 2:1 | 3:3 |     | 1:0 | 3:2 |
| Celaya            | 2:1 | 2:2 |     | 0:3 |     |     | 1:0 | 2:2 |     | 3:1 |     |     |     | 0:1 |     |     |
| Cimarrones        |     |     | 3:4 |     | 0:0 |     |     |     | 1:2 |     |     | 1:2 | 0:0 |     | 0:1 | 1:1 |
| Correcaminos UAT  |     |     | 1:1 | 3:1 |     | 1:1 |     |     | 1:5 |     | 0:1 | 0:2 |     |     | 1:0 | 2:1 |
| Juárez            | 1:1 |     |     | 2:0 |     | 4:0 | 0:0 |     | 1:0 |     | 2:1 | 1:3 |     |     | 2:1 |     |
| Lobos BUAP        |     |     | 4:0 |     | 0:0 |     |     |     |     |     |     | 2:1 | 0:0 | 3:2 | 2:1 | 2:1 |
| Mineros           | 1:2 | 1:2 |     | 4:0 |     | 4:0 | 2:1 | 2:2 | 2:2 |     |     |     |     |     |     |     |
| Murciélagos       |     | 1:0 |     | 4:0 | 1:2 | 2:0 |     |     | 2:1 | 1:0 |     | 2:1 |     | 1:2 |     |     |
| Necaxa            |     |     | 3:0 |     | 3:0 |     |     |     |     | 2:3 |     |     | 1:2 | 0:3 | 2:3 | 1:1 |
| Tepic             | 1:2 | 2:2 |     |     | 1:1 |     | 1:1 | 1:3 |     | 0:3 | 3:3 |     |     | 0:0 |     |     |
| U de Guadalajara  | 1:2 | 0:0 |     | 3:1 |     | 0:0 | 7:1 | 0:0 |     | 2:2 |     |     |     |     |     |     |
| Venados           |     | 2:2 | 1:1 |     | 0:1 |     |     |     |     | 2:4 | 3:1 |     | 0:2 | 2:1 |     | 3:3 |
| Zacatepec         | 1:2 | 1:0 |     |     | 3:2 |     |     | 1:3 |     | 1:2 | 1:1 |     | 2:5 | 2:1 |     |     |

Źródło: Ascenso MX
Objaśnienia:
1Drużyna gospodarzy jest wymieniona po lewej stronie tabeli.
Kolory: zielony – zwycięstwo gospodarzy, żółty – remis, różowy – zwycięstwo gości.

## Faza play-off

### Drabinka
|  | Ćwierćfinały | Ćwierćfinały | Ćwierćfinały | Ćwierćfinały | Ćwierćfinały |  |  | Półfinały | Półfinały  | Półfinały | Półfinały | Półfinały |  |  | Finał | Finał   | Finał | Finał | Finał |
|  |              |              |              |              |              |  |  |           |            |           |           |           |  |  |       |         |       |       |       |
|  | 3            | Alebrijes    | 2            | 1            | 3            |  |  |           |            |           |           |           |  |  |       |         |       |       |       |
|  | 6            | Atlante      | 0            | 4            | 4            |  |  |           |            |           |           |           |  |  |       |         |       |       |       |
|  |              |              |              |              |              |  |  | 1         | Lobos BUAP | 0         | 3         | 3         |  |  |       |         |       |       |       |
|  |              |              |              |              |              |  |  |           | Atlante    | 1         | 2         | 3         |  |  |       |         |       |       |       |
|  |              |              |              |              |              |  |  |           |            |           |           |           |  |  |       |         |       |       |       |
|  |              |              |              |              |              |  |  |           |            |           |           |           |  |  |       | Atlante | 1     | 0     | 1     |
|  | 2            | Juárez       | 1            | 1            | 2            |  |  |           |            |           |           |           |  |  |       | Juárez  | 0     | 3     | 3     |
|  | 7            | Cafetaleros  | 1            | 0            | 1            |  |  |           |            |           |           |           |  |  |       |         |       |       |       |
|  |              |              |              |              |              |  |  |           | Juárez     | 1         | 1         | 2         |  |  |       |         |       |       |       |
|  |              |              |              |              |              |  |  |           | Mineros    | 1         | 0         | 1         |  |  |       |         |       |       |       |
|  | 4            | Mineros      | 2            | 2            | 4            |  |  |           |            |           |           |           |  |  |       |         |       |       |       |
|  | 5            | Murciélagos  | 2            | 0            | 2            |  |  |           |            |           |           |           |  |  |       |         |       |       |       |

### Ćwierćfinały
| 18 listopada 2015 | Atlante | 0:2   | Alebrijes                | |
| 20:00             |         | (0:0) | 49' Ledesma · 69' Moreno | Estadio Andrés Quintana Roo Cancún, Quintana Roo Widzów: 3 379 Sędzia: Christian Adrián Ramírez Tejeda |

| 21 listopada 2015 | Alebrijes          | 1:4   | Atlante                                    |                                                                               |
| 17:00             | San Román 68' (k.) | (0:3) | 3', 90+4' Garcés · 12' Cauich · 20' Hachen | Estadio Benito Juárez Oaxaca, Oaxaca Widzów: 9 500 Sędzia: Ángel Monroy Bello |

| 18 listopada 2015 | Cafetaleros | 1:1   | Juárez      |                                                                                                |
| 18:00             | Valadéz 28' | (1:0) | 60' Carrijó | Estadio Olímpico de Tapachula Tapachula, Chiapas Widzów: 5 814 Sędzia: Adalid Maganda Villalva |

| 21 listopada 2015 | Juárez       | 1:0   | Cafetaleros |                                                                                                |
| 19:00             | Derley 90+2' | (0:0) |             | Estadio Olímpico Benito Juárez Ciudad Juárez, Chihuahua Sędzia: Jesús Leopoldo Guerrero García |

| 18 listopada 2015 | Murciélagos            | 2:2   | Mineros                    |                                                                                        |
| 22:00             | Ibarra 16' · Luján 72' | (1:1) | 17' Rivera · 87' Velázquez | Estadio Centenario Los Mochis, Sinaloa Widzów: 4 560 Sędzia: Jonathan Hernández Juárez |

| 21 listopada 2015 | Mineros                  | 2:0   | Murciélagos |                                                                                       |
| 21:00             | Maya 54' · Velázquez 80' | (0:0) |             | Estadio Francisco Villa Zacatecas, Zacatecas Widzów: 11 572 Sędzia: Uriel Olvera Ríos |

### Półfinały
| 26 listopada 2015 | Atlante    | 1:0   | Lobos BUAP |                                                                                         |
| 19:00             | Cauich 80' | (0:0) |            | Estadio Andrés Quintana Roo Cancún, Quintana Roo Sędzia: Jesús Leopoldo Guerrero García |

| 29 listopada 2015 | Lobos BUAP                        | 3:2   | Atlante                |                                                                     |
| 17:00             | Jiménez 42', 90+1' · Barroche 88' | (1:0) | 60' Hachen · 75' Prono | Estadio Universitario BUAP Puebla, Puebla Sędzia: Uriel Olvera Ríos |
| 17:00             | Acuña 90+2'                       | (1:0) | 90+2' Prono            | Estadio Universitario BUAP Puebla, Puebla Sędzia: Uriel Olvera Ríos |

| 25 listopada 2015 | Mineros     | 1:1   | Juárez     | |
| 21:00             | Cuevas 46'  | (0:1) | 6' Carrijó | Estadio Francisco Villa Zacatecas, Zacatecas Widzów: 12 089 Sędzia: Christian Adrián Ramírez Tejeda |
| 21:00             | 85' Barbosa | (0:1) |            | Estadio Francisco Villa Zacatecas, Zacatecas Widzów: 12 089 Sędzia: Christian Adrián Ramírez Tejeda |

| 28 listopada 2015 | Juárez   | 1:0   | Mineros |                                                                                                   |
| 17:00             | Ortiz 7' | (1:0) |         | Estadio Olímpico Benito Juárez Ciudad Juárez, Chihuahua Widzów: 18 975 Sędzia: Ángel Monroy Bello |

### Finał
| 2 grudnia 2015 | Atlante    | 1:0   | Juárez |                                                                                                 |
| 19:00          | Garcés 45' | (1:0) |        | Estadio Andrés Quintana Roo Cancún, Quintana Roo Widzów: 13 100 Sędzia: Adalid Maganda Villalva |

| 5 grudnia 2015 | Juárez                              | 3:0   | Atlante | |
| 17:00          | Derley 5' · Mejía 46' · Carrijó 78' | (1:0) |         | Estadio Olímpico Benito Juárez Ciudad Juárez, Chihuahua Widzów: 19 900 Sędzia: Jonathan Hernández Juárez |
| 17:00          | 89' Bello                           | (1:0) |         | Estadio Olímpico Benito Juárez Ciudad Juárez, Chihuahua Widzów: 19 900 Sędzia: Jonathan Hernández Juárez |

Skład zwycięzcy:
- Bramkarze: Iván Vázquez Mellado (17/–10), Jesús Urbina (4/–7)
- Obrońcy: Héctor Morales (21/0), Eder Borelli (20/0), Juan Carlos Rojas (20/0), Marco Tovar (17/0), Gilberto Barbosa (15/1), Leobardo Siqueiros (4/0),
- Pomocnicy: Derley (21/4), José Tehuitzil (21/0), Edgar Mejía (18/1), Alexander Larín (10/1), Pablo Metlich (8/0), Víctor Córdoba (6/0), Luis Daniel Martínez (1/0)
- Napastnicy: Leandro Carrijó (20/13), Edgar Pacheco (20/4), Walter Sandoval (20/0), Mario Ortiz (17/5), Nelson Sebastián Maz (7/2), Joaquín Hernández (7/0)
- Trener: Sergio Orduña, asystenci: Juan Ángel Solís, Juan Augusto Gómez

W nawiasie podano (mecze/gole), zaś w przypadku bramkarzy (mecze/przepuszczone gole).

## Statystyki

### Najlepsi strzelcy
| Lp            | Zawodnik           | Klub              | Gole |
| ------------- | ------------------ | ----------------- | ---- |
| 1             | Carlos Garcés      | Atlante           | 11   |
| 2             | Leandro Carrijó    | Juárez            | 10   |
| 2             | Othoniel Arce      | Atlético San Luis | 10   |
| 2             | Mauricio Romero    | Venados           | 10   |
| 2             | Juan Cuevas        | Mineros           | 10   |
| 6             | Gustavo Ramírez    | Mineros           | 9    |
| 7             | Mateus             | Tepic             | 8    |
| 8             | Ismael Valadéz     | Cafetaleros       | 7    |
| 9             | Jahir Barraza      | Necaxa            | 6    |
| 9             | Pablo Olivera      | U de Guadalajara  | 6    |
| 9             | Juan Luis Anangonó | U de Guadalajara  | 6    |
| 6 zawodników  | 6 zawodników       | 6 zawodników      | 5    |
| 8 zawodników  | 8 zawodników       | 8 zawodników      | 4    |
| 15 zawodników | 15 zawodników      | 15 zawodników     | 3    |
| 33 zawodników | 33 zawodników      | 33 zawodników     | 2    |
| 74 zawodników | 74 zawodników      | 74 zawodników     | 1    |

Źródło: Ascenso MX (hiszp.)

### Hat-tricki
| Lp | Zawodnik (klub)                 | Spotkanie            | Wynik | Gole                  | Kolejka | Data                 |
| -- | ------------------------------- | -------------------- | ----- | --------------------- | ------- | -------------------- |
| 1. | Juan Manuel Cavallo (Alebrijes) | Alebrijes – Venados  | 3:1   | Gol · Gol · Gol       | 7.      | 12 września 2015     |
| 2. | Carlos Garcés (Atlante)         | Atlante – Cimarrones | 3:2   | Gol · Gol · Gol       | 12.     | 23 października 2015 |
| 3. | Leandro Carrijó (Juárez)        | Juárez – Cimarrones  | 4:0   | Gol · Gol · Gol · Gol | 14.     | 7 listopada 2015     |